# Żółw diamentowy
Żółw diamentowy, terapena diamentowa (Malaclemys terrapin) – gatunek żółwia z podrzędu żółwi skrytoszyjnych z rodziny żółwi błotnych, jedyny przedstawiciel rodzaju Malaclemys.
Żółwie diamentowe żyją w znacznym rozproszeniu, zdolne są do znoszenia zalężonych jaj jeszcze w kilka lat po kopulacji. Występują w lasach namorzynowych i słonych mokradłach we wschodnich i południowych Stanach Zjednoczonych, od południowego Teksasu do Massachusetts. Niewielka populacja żółwi diamentowych żyje również na Bermudach, które według danych paleontologicznych i genetycznych gatunek skolonizował w naturalny sposób pomiędzy 3000 a 400 laty temu. Malaclemys terrapin jest jedynym oprócz scynka Plestiodon longirostris niemorskim kręgowcem rodzimym dla Bermudów.